# Stora Råby distrikt
Stora Råby distrikt är ett distrikt i Lunds kommun och Skåne län.
Distriktet ligger öster om Lund.

## Tidigare administrativ tillhörighet
Distriktet inrättades 2016 och utgörs av en del av området Lunds stad omfattade till 1971, delen som före 1952 utgjorde Stora Råby socken.
Området motsvarar den omfattning Stora Råby församling hade vid årsskiftet 1999/2000.